# Phorinia minor
Phorinia minor är en tvåvingeart som beskrevs av Robineau-desvoidy 1830. Phorinia minor ingår i släktet Phorinia och familjen parasitflugor.
Artens utbredningsområde är Frankrike. Inga underarter finns listade i Catalogue of Life.